# Nowocuruchajtuj
Nowocuruchajtuj (ros. Новоцурухайтуй) – wieś w Rosji, w Kraju Zabajkalskim, w rejonie priarguńskim. W 2010 liczyła 1792 mieszkańców.